# Peña Bolística La Carmencita
La Peña Bolística La Carmencita es la segunda peña en participaciones en la Liga de bolo palma, habiendo militado en la máxima categoría durante 46 temporadas (solo superada por la Bolística de Torrelavega), y siendo una de las fundadoras de la liga en 1958. Es la cuarta peña más laureada de la historia, con seis títulos de Liga (cinco del Torneo Diputación y una de la Liga Nacional de Bolo Palma) en categoría masculina y 2 títulos en categoría femenina. Solo superada por Puertas Roper (17) y Construcciones Rotella (9) y restaurante el Caserío (9). En las copas Presidente y Cantabria femenina también es la tercera, superada por Puertas Roper (17) y restaurante el Caserío (7). Es la peña que más ligas ha ganado contando todas las categorías, y la cuarta teniendo en cuenta todas las copas. 

## Historia
Fue una de las peñas fundadoras de la Liga en 1958, siendo junto a la Peña Conde San Diego de Cabezón de la Sal las únicas dos peñas no torrelaveguenses del campeonato.
Los finales de los años 50 y principios de los 60 fueron los mejores años de la peña, que logró 4 Ligas y 2 Copas Presidente de Cantabria, así como sendos subcampeonatos de Liga y Copa en los seis años que van de 1958 a 1963. El resto de los 60 y principios de los 70 los pasó sin pena ni gloria en la máxima categoría, a excepción de 1969 en que militó en la segunda categoría nacional. 
Un lustro en la segunda categoría entre 1977 y 1981 dieron paso a los años 80 y 90 en los que La Carmencita logró otra Liga, una Copa FEB y otra Copa Presidente de Cantabria. La década del 2000 ha visto a la peña pasar de ser una fija en la máxima categoría (2000 a 2004) a ser, debido al carecer de grandes recursos económicos, peña ascensora (2007 y 2009 en la categoría superior, 2005, 2006 y 2008 en la segunda categoría).
* En el año 2010 participó en 3 ligas consiguiendo unos excelentes resultados:
- División de Honor de la Federación Cántabra: 6.ª posición; semifinalista de la Copa Asbol.
- Tercera: campeón de su grupo.
- Veteranos: 4ª posición y finalista de la Copa Cantabria de Veteranos.

* Los jugadores para la temporada 2011 en División de Honor fueron los mismos que en el 2010: Javier Gómez, Fran Rucandio, Javier Miranda, Mario Herrero y Víctor Revuelta.
Después de unos desafortunados y desastrosos partidos de liga, descendió a 1ª categoría después de ocupar el último lugar.
* En el 2012 ha jugado en 1ª Categoría Regional, renovando totalmente su plantilla con 5 nuevos jugadores: Ignacio Castillo, Rodrigo Pérez, José Luis García, Alberto López y Ángel Velasco, incorporando a media temporada a José Ángel Vallines; y después de una muy buena liga se consiguió el subcampeonato y el retorno a la División de Honor.
* En el 2013 en la liga de División de Honor, con Ignacio Castillo, Rodrigo Pérez, Pedro Manuel Blanco, Alberto López y José Ángel Vallines, después de una irregular liga se descendió en el último chico del último partido.
* En el 2014, con Ignacio Castillo, Rodrigo Pérez, Pedro Manuel Blanco, José Ángel Vallines y la incorporación de Cristian Velo se logra un discreto 5º puesto en la liga de 1ª categoría; y se retomó el equipo de 3ª categoría, logrando el ascenso a 2ª B.
En el año 2015 el equipo de 1ª, formado por Pedro Manuel Blanco, Cristian Velo, Juanjo González, Alfredo Aja y Carlos Alonso, quedó en mitad de la clasificación; al igual que el equipo de 2ª B.
Desde el 4 de junio de 2015, el presidente es Iván Liñero García, que tomó el relevo de J. Ramón Sánchez Mier.
En la temporada 2016 hay 5 equipos en ligas regionales: 1ª, 2ª, 3ª, veteranos y féminas; un amplio proyecto deportivo.
Cada año se celebran en su estadio bolístico "El Verdoso" el torneo "Ciudad de Santander" para jugadores de 1ª (hasta el 2012) 2ª, veteranos, féminas y juveniles; también se juega los torneos Aceites B.P. (hasta el 2012) y Partido Regionalista de Cantabria para jugadores de 1ª categoría; y para categorías menores el torneo Coca Cola y el Memorial Martínez Pelayo.

## Bolera
Juega sus encuentros como local en el Estadio El Verdoso de Santander desde su inauguración en 1978; dicha bolera tiene capacidad de 2000 espectadores. Anteriormente disputaba sus encuentros en la bolera de Cuatro Caminos, y entre la desaparición de ésta y la inauguración de El Verdoso jugó en las boleras de la Casa de los Bolos y de Monte.

## Palmarés
- Ligas de Primera categoría (8):
  - Campeón de la liga Torneo Diputación (5): 1958, 1959, 1960, 1962 y 1983.
  - Campeón de la Liga Nacional de Bolo Palma (1): 1991.
  - Campeón de la liga Femenina (2): 2016 y 2017
- Ligas de segunda categoría (4):
  - Campeón de Segunda C (1): 1961.
  - Campeón de Segunda Especial (2): 1969 y 1981.
  - Campeón de Primera (1): 2006.
- Ligas de tercera categoría (1): Campeón de Tercera (1): 1983.
- Ligas de cuarta categoría (3): Campeón de Segunda (3): 1990, 1997 y 2001.
- Ligas de quinta categoría (2): Campeón de Tercera (2): 1996 y 2010.
- Campeón de la Copa Presidente de Cantabria (3): 1962, 1963 y 1983.
- Campeón de la Copa Cantabria Femenina (3): 2016, 2017 y 2018.
- Campeón de la Copa Federación Española de Bolos (1): 1997.